# 张鹭 (演员)
张鹭（？年—），原名张路，中国大陆影视演员。1998年凭借电影《这女人这辈子》获得第21届大众电影百花奖最佳女配角。